# Gymnastique artistique aux Jeux olympiques d'été de 2016 - cheval d'arçons hommes
 (août 2016).
Pour un article plus général, voir Gymnastique artistique aux Jeux olympiques d'été de 2016.
Navigation
Londres 2012 Tokyo 2020
The Men's pommel horse competition at the 2016 Summer Olympics will be held at the HSBC Arena.

## Competition format
The top 8 qualifiers in the qualification phase (limit two per NOC), based on combined score of each apparatus, advanced to the individual all-around final. The finalists performed on each apparatus again. Qualification scores were then ignored, with only final round scores counting.

## Qualification
The gymnasts who ranked top eight qualified for final round. In case of there were more than two gymnasts in same NOC, the last ranked among them would not qualify to final round. The next best ranked gymnast would qualify instead.
| Rank | Name                | Pays            | Difficulty | Execution | Penalty | Total  | Qualification |
| ---- | ------------------- | --------------- | ---------- | --------- | ------- | ------ | ------------- |
| 1    | Max Whitlock        | Grande-Bretagne | 7.100      | 8.700     |         | 15.800 | Q             |
| 2    | Louis Smith         | Grande-Bretagne | 6.900      | 8.800     |         | 15.700 | Q             |
| 3    | Cyril Tommasone     | France          | 6.900      | 8.750     |         | 15.650 | Q             |
| 4    | Harutyun Merdinyan  | Arménie         | 6.700      | 8.883     |         | 15.583 | Q             |
| 5    | Oleg Verniaiev      | Ukraine         | 7.000      | 8.566     |         | 15.566 | Q             |
| 6    | Nikolai Kuksenkov   | Russie          | 6.700      | 8.683     |         | 15.383 | Q             |
| 7    | Alexander Naddour   | États-Unis      | 6.600      | 8.766     |         | 15.366 | Q             |
| 8    | David Belyavskiy    | Russie          | 6.600      | 8.700     |         | 15.300 | Q             |
| 9    | Vid Hidvégi         | Hongrie         | 6.400      | 8.833     |         | 15.233 | R1            |
| 10   | Andrey Likhovitskiy | Biélorussie     | 6.600      | 8.633     |         | 15.233 | R2            |
| 11   | Lin Chaopan         | Chine           | 6.300      | 8.733     |         | 15.033 | R3            |

## Finale
| Rang               | Gymnaste           | Pays            | Score D | Score E | Pén. | Total  |
| ------------------ | ------------------ | --------------- | ------- | ------- | ---- | ------ |
| Médaille d'or      | Max Whitlock       | Grande-Bretagne | 7.200   | 8.766   |      | 15.966 |
| Médaille d'argent  | Louis Smith        | Grande-Bretagne | 6.900   | 8.933   |      | 15.833 |
| Médaille de bronze | Alexander Naddour  | États-Unis      | 6.800   | 8.900   |      | 15.700 |
| 4                  | Cyril Tommasone    | France          | 6.900   | 8.700   |      | 15.600 |
| 5                  | David Belyavskiy   | Russie          | 6.600   | 8.800   |      | 15.400 |
| 6                  | Nikolai Kuksenkov  | Russie          | 6.800   | 8.433   |      | 15.233 |
| 7                  | Harutyun Merdinyan | Arménie         | 6.400   | 8.533   |      | 14.933 |
| 8                  | Oleg Verniaiev     | Ukraine         | 5.700   | 6.700   |      | 12.400 |